# 宝鸭仔水库
宝鸭仔水库也称沙湖水库，位于广东省恩平市沙湖镇境内，是潭江流域内一座多年调节中型水库。水库工程于1958年10月动工兴建，1964年4月建成蓄水，2002年进行除险加固。控制流域面积25平方千米，总库容3300万立方米。主坝位于沙湖镇上凯村宝鸭仔西南，为均质土坝，坝长143米，最大坝高22.3米。水库电站装机容量250千瓦，设计年发电量27.2万千瓦时。水库的建成能够保护下游耕地约5万亩，人口3.3万人，年供水189万立方米，灌溉农田1500公顷。